# José Luis Chávez Botello
José Luis Chávez Botello (* 8 de febrero de 1941 en Tototlán, Jalisco. Es el VII arzobispo de Antequera-Oaxaca (Oaxaca). 
Arzobispo de Antequera-Oaxaca.
Nació el 8 de febrero de 1941, en Tototlán, Jalisco; actualmente Diócesis de San Juan de los Lagos. Realizó los estudios eclesiásticos en el Seminario de Guadalajara; de 1955-1961 en el Seminario Menor, y de 1961-1966 en el Seminario Mayor. Posteriormente fue enviado a Roma como alumno del Pontificio Colegio Pío Latino Americano y obtuvo la Licenciatura en Teología dogmática por la Pontificia Universidad Gregoriana (1966-1970).
Recibió la ordenación sacerdotal en Roma el 8 de diciembre de 1969. Tomó el curso de ciencias de la educación (1970-1971), en el Pontificio Ateneo Salesiano de Roma. De 1971-1973 estudió en el Instituto Lumen Vitae de Bruselas donde obtuvo la licenciatura en Pastoral y Catequesis.
Es nombrado por Su Santidad Juan Pablo II, Obispo Titular de Cova y Auxiliar de Guadalajara el 21 de febrero de 1997, siendo ordenado el 19 de marzo de 1997. 
Fue presidente de la Comisión Episcopal de Evangelización y Catequesis para el período 1997-2000 y reelegido para un segundo período 2000-2003. Elegido Miembro del Departamento de Catequesis (DECAT), del CELAM, para el cuatrienio 1999-2003 y reelegido para dicha sesión para el cuatrienio 2003-2007. Juan Pablo II lo nombra Obispo de Tuxtla, Chiapas, el 16 de julio de 2001 y el 8 de noviembre de 2003 lo nombra Arzobispo de la Arquidiócesis de Antequera-Oaxaca, toma posesión el 8 de enero de 2004. Vocal de la Comisión Episcopal para los Laicos para el Trienio 2004 – 2009.
{{Sucesión = Pedro Vázquez Villalobos
| predecesor = Hector Gonzalez Martinez
| título = Arzobispo de Antequera-Oaxaca
| período = 2003–2018
| sucesor = Pedro Vázquez Villalobos
}}